# Never Enough
Never Enough ist das vierte Studioalbum der US-amerikanischen Hardcore-Band Turnstile. Das Album wurde am 6. Juni 2025 über Roadrunner Records veröffentlicht.

## Entstehung
Im August 2022 verließ der Gitarrist Brady Ebert die Band. Schlagzeuger Daniel Fang hatte zunächst gerichtlich versucht, ein Kontaktverbot gegenüber Ebert zu erwirken. Dieses wurde jedoch vom Maryland District Court abgelehnt. Als Folge der Umbesetzung wechselte Pat McCrory von der Rhythmus- an die Leadgitarre. Als Livegitarrist half zunächst Greg Cerwonka aus. Im Mai 2023 veröffentlichten Turnstile als fiktive Band The Everything-You-Knows das Lied Listening für die Sketch-Comedy-Serie I Think You Should Leave with Tim Robinson. Im Jahre 2024 nahmen sich die Musiker eine Auszeit, um an einem neuen Album zu arbeiten. Neben neuen Ideen griff die Band auch auf Ideen zurück, die teilweise schon einige Jahre alt sind.
Zunächst begab sich die Band für zwei Monate in das Studio The Manison in Los Angeles, welches dem Produzenten Rick Rubin gehört. Dort wurden aus Demoaufnahmen, die teilweise schon jahrealt waren, neue Songs geformt. Weitere Aufnahmen fanden in einem namentlich nicht bekannten Studio in Baltimore statt. Produziert wurde das Album vom Sänger Brendan Yates. Dabei wurde er von Will Yip unterstützt, der die beiden Vorgängeralben Time & Space und Glow On produzierte. Brendan Yates spielte auf dem Album zusätzlich noch Keyboards und Synthesizer ein. Die neue Gitarristin Meg Mills ist nicht auf dem Album zu hören. Als Gastmusiker sind die Sängerin Hayley Williams von der Band Paramore und Devonté Hynes zu hören. Letzterer spielt bei einem Lied auch das Cello. Die Zusammenarbeit mit Hayley Williams passierte zufällig. Sie war gerade in der Stadt, wo die Aufnahmen stattfanden, schaute und Studio vorbei und bot spontan ihre Mitarbeit an. Das Lied Look Out for Me wurde von der Fernsehserie The Wire inspiriert. Der in der Serie zu sehende Schauspieler Maestro Harrell sprach für das Album eine Zeile aus der Serie neu ein. Never Enough wurde von Adam Hawkins gemischt und von Chris Gehringer gemastert.
Über den Albumtitel erklärte Sänger Brendan Yates:

„Für mich heißt Never Enough, ein kleiner Teil in einem unendlichen Universum zu sein. Ob dir nun das Frieden gibt oder ob das nie den Wunsch befriedigen kann, mehr aus dir selbst oder der Welt um dich herum zu machen – selbst wenn du dich nicht unbedingt zufrieden fühlen kannst. Ich denke, das zieht sich durch das ganze Album.“

## Veröffentlichung
Am 1. April 2025 tauchte am Sunset Boulevard in Los Angeles eine Werbetafel mit der Aufschrift „Never Enough / Turnstile“ und dem Datum 6. Juni 2025 auf. Auf der Tafel ist auch die Gitarristin Meg Mills zu sehen, die seit 2023 als Livemusikerin für die Band aktiv war. Das Titellied wurde am 8. April 2025 als erste Single veröffentlicht. Gleichzeitig wurde die Albumveröffentlichung für den 6. Juni 2025 angekündigt, jedoch wurde die Titelliste nicht bekannt gegeben. Die zweite Veröffentlichung war die Doppelsingle Seein’ Stars / Birds, die am 30. April 2025 erschien. Hayley Williams und Devonté Hynes sind bei dem ersteren Lied als Gastsänger zu hören. Am 20. Mai 2025 erschien die nächste Single Look Out for Me. Bei allen Musikvideos führten Brendan Yates und Pat McCrory Regie. 
Am 3. Juni 2025 traten Turnstile in der Tonight Show Starring Jimmy Fallon auf. Dabei spielte die Band die bis dato unveröffentlichten Lieder I Care und Dull. Neben dem Album veröffentlichte die Band noch einen Film, der ebenfalls den Namen Never Enough trägt. Hierbei handelt es sich um einen 14 Lieder umfassendes visuelles Album, bei dem Brendan Yates und Pat McCrory Regie führten. Die Uraufführung findet im Rahmen des Tribeca Film Festival statt.

## Titelliste
1. Never Enough – 4:47
2. Sole – 3:25
3. I Care – 3:53
4. Dreaming – 2:36
5. Light Design – 2:09
6. Dull – 2:18
7. Sunshower – 3:40
8. Look Out for Me – 6:44
9. Celing – 1:13
10. Seein’ Stars – 3:06
11. Birds – 2:26
12. Slowdive – 3:33
13. Time Is Happening – 2:06
14. Magic Man – 3:13

## Rezeption
Das deutsche Magazin Visions kürte Never Enough zum „Album des Monats“. Laut Florian Zandt „weiß die Band, wie man eine Revolution anzettelt, ohne die herrschende Klasse zu verärgern. Nicht mit Vorschlaghämmern, sondern mit radikaler Softness“. Luke Morton vom britischen Magazin Kerrang schrieb, dass Turnstile „ihre Kunst mühelos vorantreiben und es dabei schaffen, gleichzeitig vertraut und frisch zu klingen“. Morton vergab fünf von fünf Punkten. Callum MacHattie vom Onlinemagazin Far Out schrieb, dass Turnstile „die Speerspitze des Hardcore-Revival mit Innovation“ wären, allerdings hätten sich „ein paar Lieder eingeschlichen, die die artistische Akkuratheit rauben würden“. MacHattie vergab dreieinhalb von fünf Punkten.

## Chartplatzierungen
In den Vereinigten Staaten erreichte die Band erstmals eine Top-10-Platzierung. In der ersten Woche nach der Veröffentlichung wurden 38.000 Album-äquivalenten Einheiten verkauft, wovon rund 27.500 reine Albumverkäufe waren. Vom Vorgängeralbum Glow On wurden in der ersten Verkaufswoche 15.600 Album-äquivalenten Einheiten verkauft.
| ChartsChartplatzierungen            | Höchstplatzierung | Wochen |
| ----------------------------------- | ----------------- | ------ |
| Deutschland (GfK)                   | 7 (2 Wo.)         | 2      |
| Österreich (Ö3)                     | 25 (2 Wo.)        | 2      |
| Schweiz (IFPI)                      | 23 (1 Wo.)        | 1      |
| Vereinigte Staaten (Billboard)      | 9 (2 Wo.)         | 2      |
| Vereinigte Staaten (Billboard Rock) | 2 (… Wo.)         | …      |
| Vereinigtes Königreich (OCC)        | 11 (… Wo.)        | …      |